# Basílica de São Bartolomeu na Ilha
San Bartolomeo all'Isola ou Basílica de São Bartolomeu na Ilha (em latim: S. Bartholomaei in Insula) é uma igreja titular e basílica menor localizada na Ilha Tiberina (rione Ripa), em Roma, Itália. Foi fundada no final do século X pelo imperador do Sacro Império Romano-Germânico Otão III para abrigar as relíquias do apóstolo São Bartolomeu no local onde estava antes um templo a Esculápio na Ilha Tiberina, um templo que havia eliminado a má reputação da ilha entre os romanos e estabelecido uma nova, como hospital, que continuou durante o processo de cristianização e permanece até hoje.
O atual cardeal-presbítero do Título de São Bartolomeu na Ilha Tiberina é Blase Joseph Cupich, arcebispo de Chicago.

## História
O Templo de Esculápio ocupava o local onde hoje está a igreja desde o período romano. Na realidade, toda a Ilha Tiberina havia sido coberta em mármore para tentar fazer com que ela se parecesse com um navio. A proa ainda pode ser vista.
O imperador Otão III mandou construir esta igreja dedicada inicialmente ao seu amigo Santo Adalberto de Praga. Ela foi reformada pelo papa Pascoal II em 1113 e, novamente, em 1180, logo depois de sua re-dedicação após a chegada das relíquias do apóstolo Bartolomeu. Eles vieram de Benevento, onde estavam desde 809, vindas da Armênia. Elas estão abrigadas numa antiga banheira de pórfiro romana decorada com cabeças de leões sob o altar-mor. O tampo está esculpido com imagens de Jesus, Adalberto, Bartolomeu e Otão III.
A igreja foi muito danificada por uma enchente em 1557 e foi reconstruída, com sua presente fachada barroca, em 1624, com base num projeto de Orazio Torriani. Mais reformas foram realizadas em 1852, mas, mesmo assim, o interior preserva catorze antigas colunas romanas e dois suportes em forma de leões que datam da primeira reconstrução.
Em 2000, ela foi dedicada pelo papa São João Paulo II à memória dos novos mártires do século XX e XXI. Este memorial está sob os cuidados da Comunidade de Santo Egídio, que também pintou o ícone no altar-mor.

## Exterior
No centro da piazzeta à frente da igreja está um obelisco quadrangular com estátuas de santos em nichos, obras do escultor Ignazio Jacometti, erguido em 1869. A torre do século XII perto da igreja, chamada de Torre Caetani, é tudo que resta de um castelo medieval erigido na ilha pela família Pierleoni.

## Galeria

Imagens da igreja
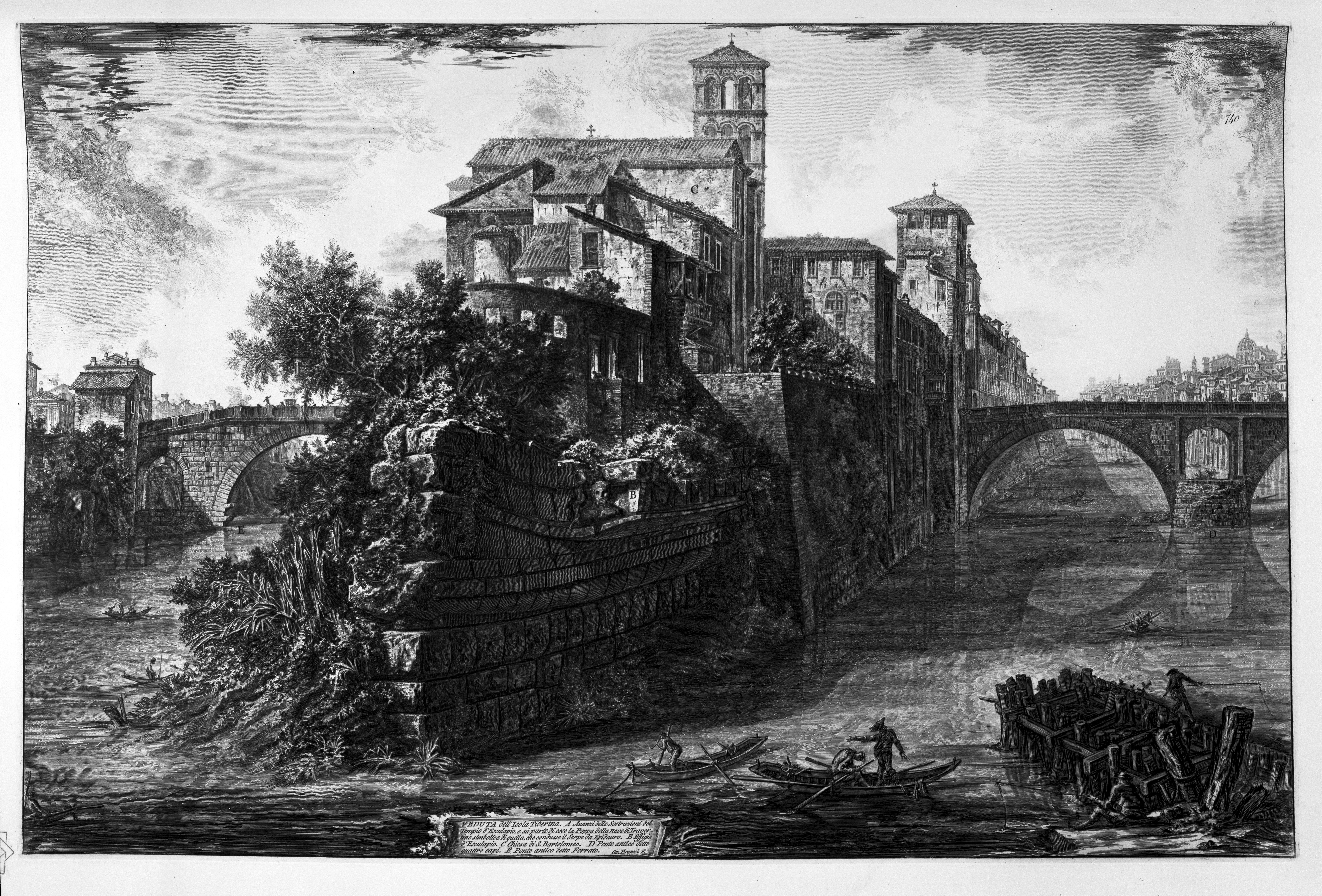
Gravura de Piranesi (século XVIII)
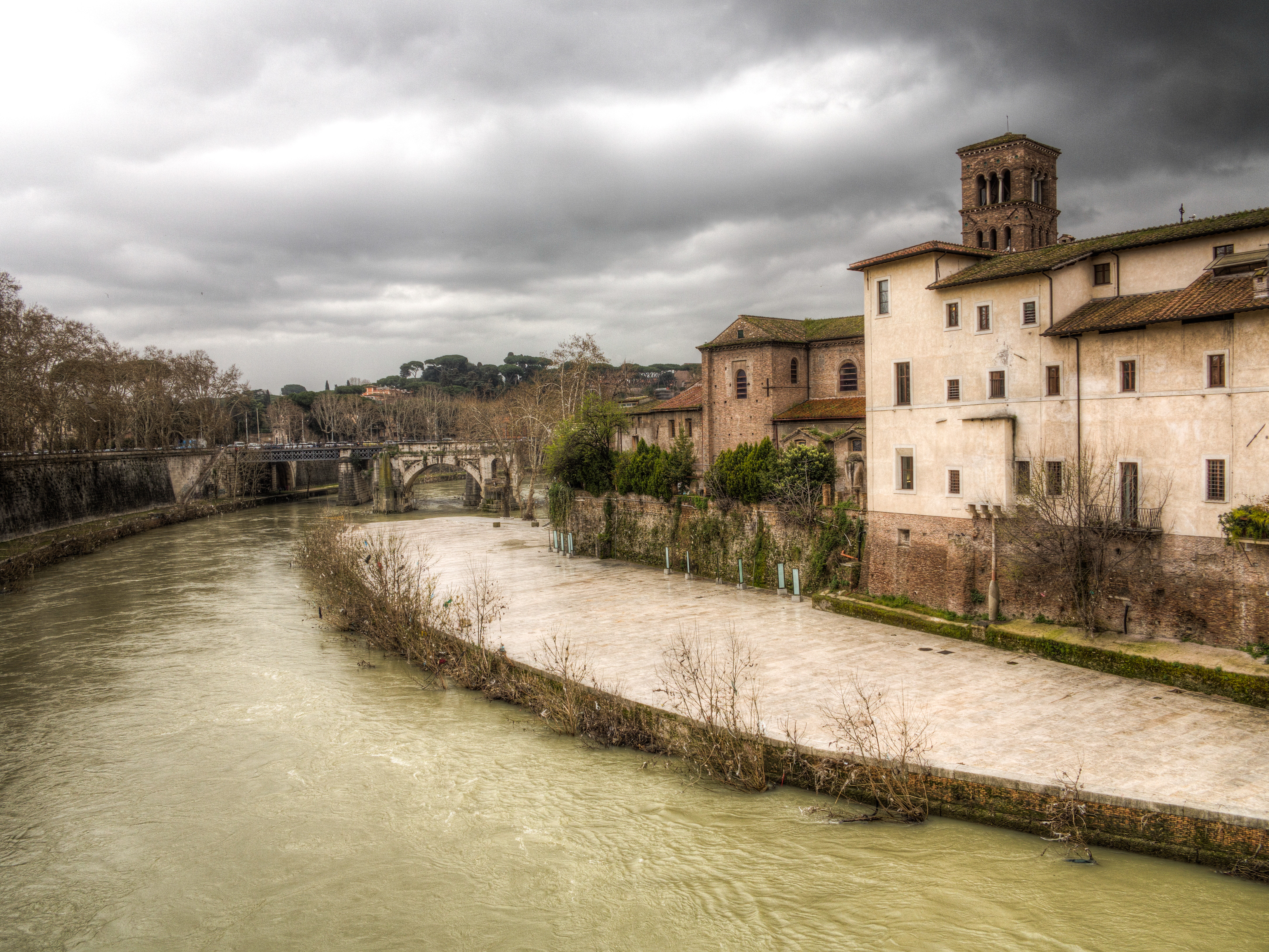
Vista lateral e o Tibre
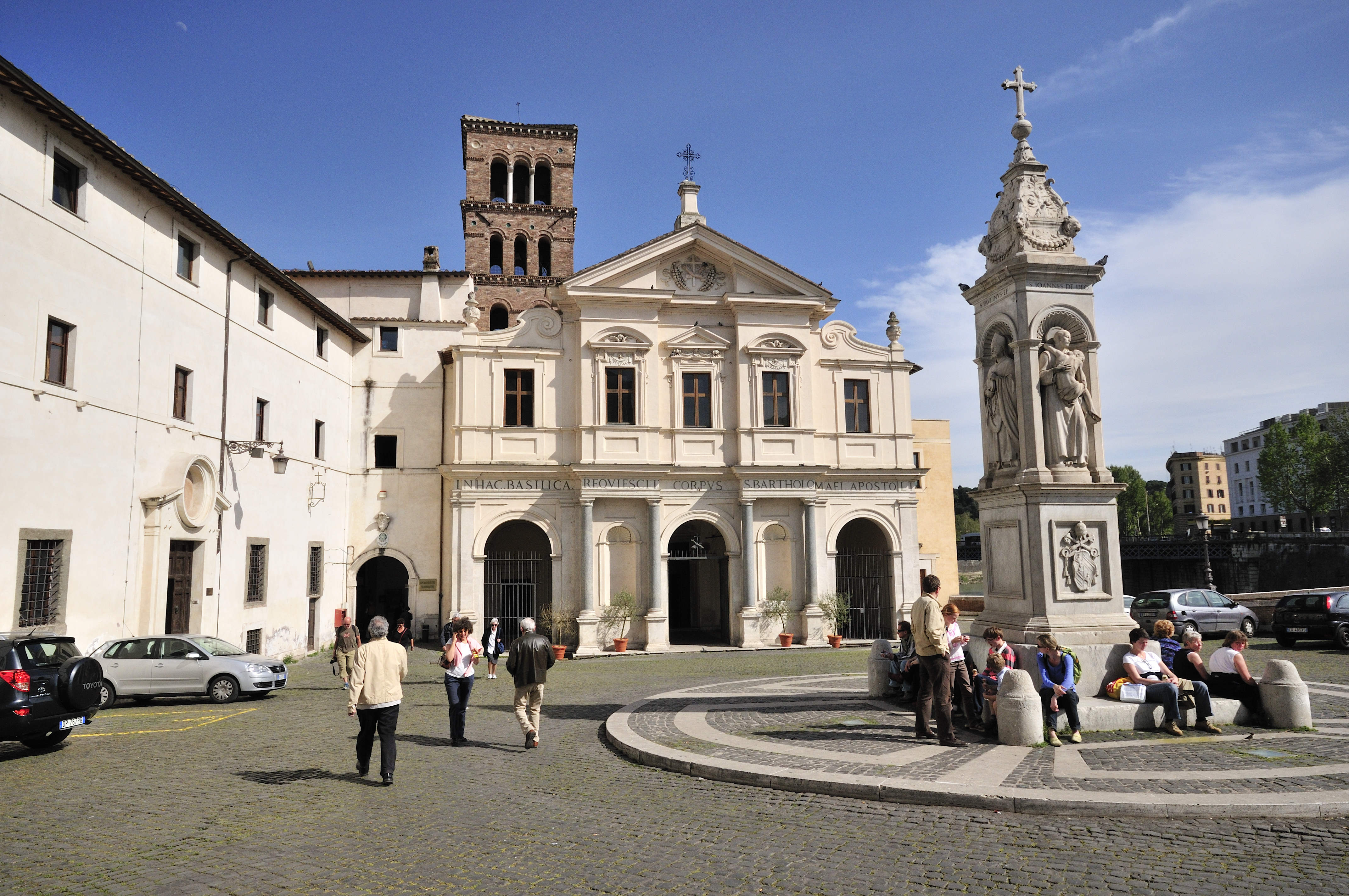
Obelisco de Ignazio Jacometti, fachada e a Torre dei Caetani atrás
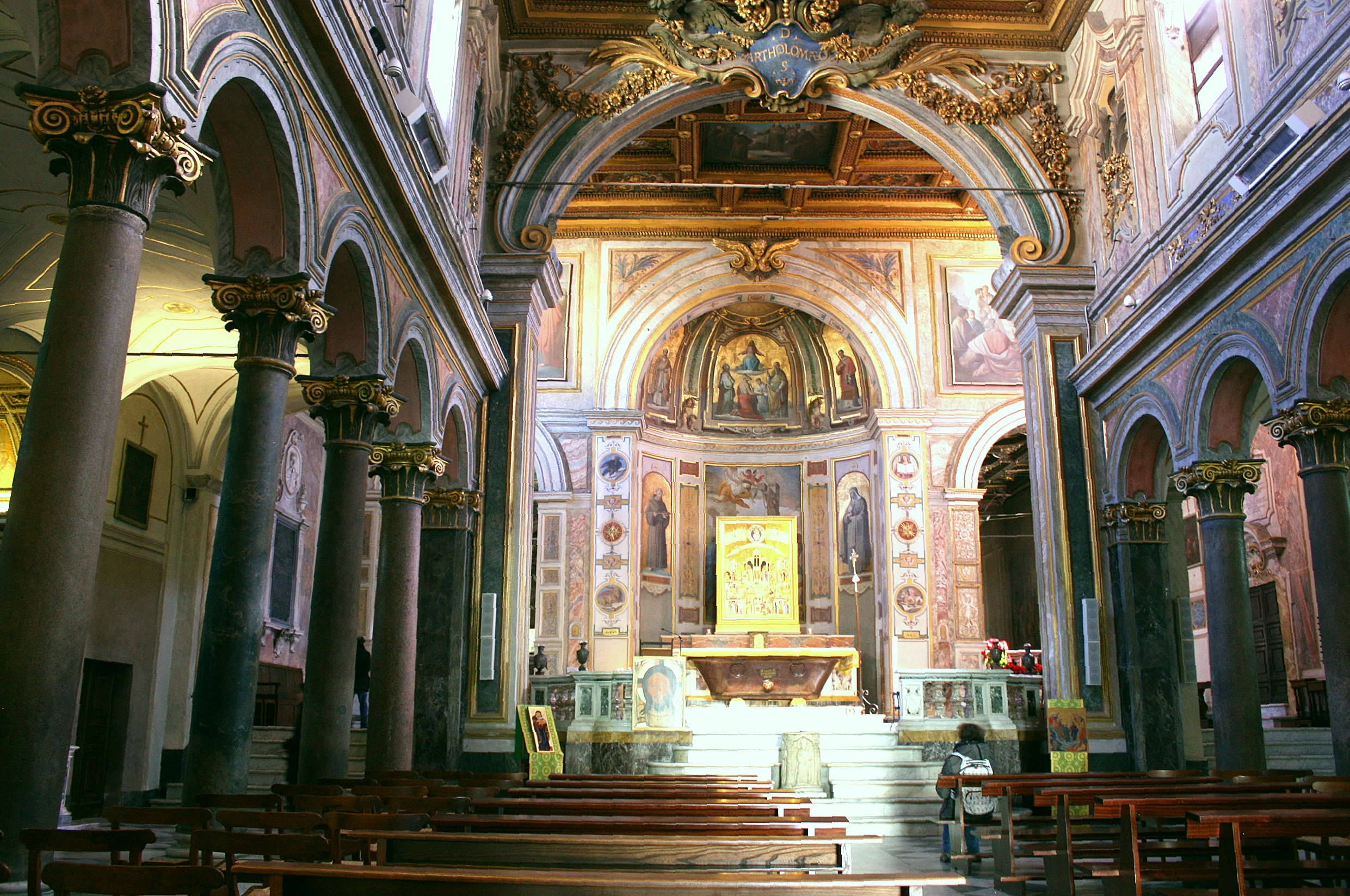
Vista do interior
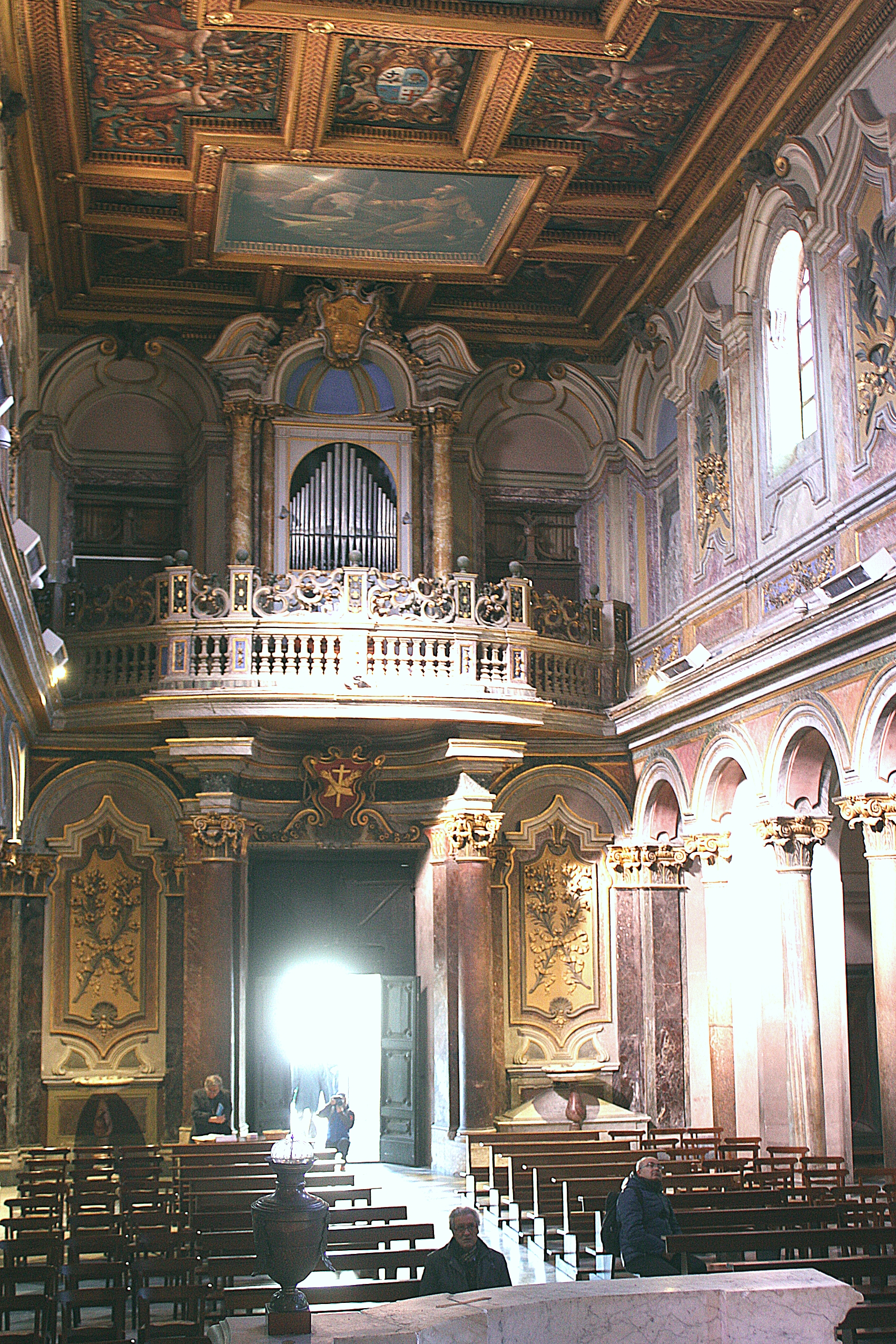
Órgão e a Nave